# Classe ATC A16
La classe ATC A16, dénommée « Autres produits liés au tractus digestif et au métabolisme », est un sous-groupe thérapeutique de la classification anatomique, thérapeutique et chimique, développée par l'OMS pour classer les médicaments et autres produits médicaux. Le sous-groupe présenté ici est celui établi par l'OMS, et peut donc différer des versions dérivées utilisées dans certains pays. Il fait partie du groupe anatomique A de la classification, intitulé « Système digestif et métabolisme ».

## A16A Autres produits pour les voies digestives et le métabolisme

### A16AAAcides aminéset dérivés
A16AA01 Lévocarnitine
A16AA02 Adémétionine
A16AA03 Lévoglutamide
A16AA04 Mercaptamine
A16AA05 Acide carglumique
A16AA06 Bétaïne
A16AA07 Métréleptine
« QA16AA51 » Lévocarnitine, associations

### A16ABEnzymes
A16AB01 Alglucérase
A16AB02 Imiglucérase
A16AB03 alpha-agalsidase
A16AB04 bêta-agalsidase
A16AB05 Laronidase
A16AB06 Sacrosidase
A16AB07 alpha-alglucosidase
A16AB08 Galsulfase
A16AB09 Idursulfase
A16AB10 alpha-vélaglucérase
A16AB11 alpha-taliglucérase
A16AB12 Élosulfase alfa
A16AB13 Asfotase alfa
A16AB14 Sébélipase alfa
A16AB15 Velmanase alfa
A16AB16 Idursulfase beta
A16AB17 Cerliponase alfa
A16AB18 Vestronidase alfa

### A16AX Produits divers pour le tube digestif et le métabolisme
A16AX01 Acide thioctique
A16AX02 Anéthole trithione
A16AX03 Phénylbutyrate de sodium
A16AX04 Nitisinone
A16AX05 Acétate de zinc
A16AX06 Miglustat
A16AX07 Saproptérine
A16AX08 Téduglutide
A16AX09 Phénylbutyrate de glycérol
A16AX10 Éliglustat
A16AX11 Benzoate de sodium
A16AX12 Trientine
A16AX13 Triacétate d'uridine
A16AX14 Migalastat

## QA16Q Autres produits pour les voies digestives et le métabolisme à usage vétérinaire

### QA16QA Médicaments pour la prévention et/ou le traitement de l'acétonemie
« QA16QA01 » Propylène glycol
« QA16QA02 » Propanoate de sodium
« QA16QA03 » Glycérol
« QA16QA04 » Lactate d'ammonium
« QA16QA05 » Clanobutine
« QA16QA06 » Monensine
« QA16QA52 » Propanoate de sodium, associations